# Topsentia halichondrioides
Topsentia halichondrioides är en svampdjursart som först beskrevs av Arthur Dendy 1905.  Topsentia halichondrioides ingår i släktet Topsentia och familjen Halichondriidae. Inga underarter finns listade i Catalogue of Life.